# Parque Nacional de Talampaya
O Parque Nacional de Talampaya é um parque nacional localizado no centro-este da província de La Rioja, na Argentina. Foi designado uma reserva provincial em 1975 e em 1997 foi declarado um parque nacional.
O parque cobre uma área de 2150 km², a uma altitude de 1500 m. O objectivo da sua criação foi a protecção de importantes sítios arqueológicos e paleontológicos encontrados na área.
Em 2000 foi declarado Património Mundial da UNESCO. 

## Galeria

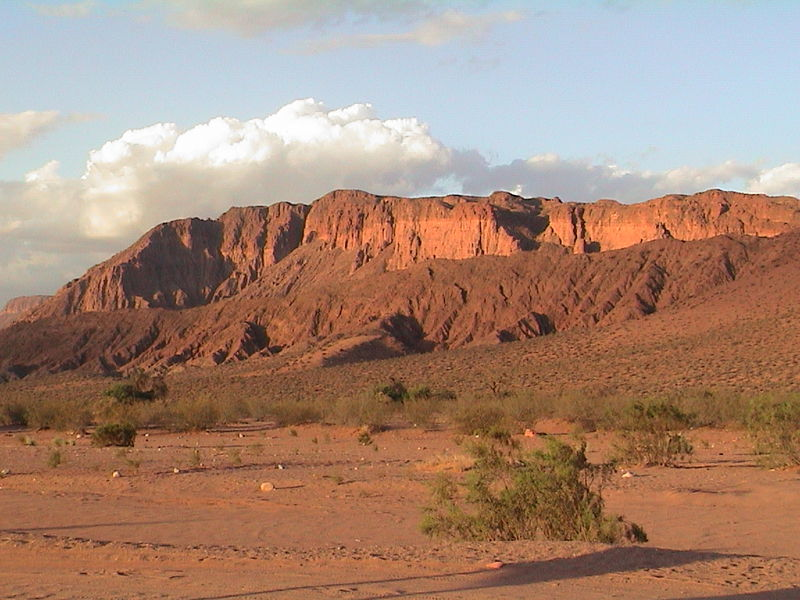
Parque Nacional de Talampaya
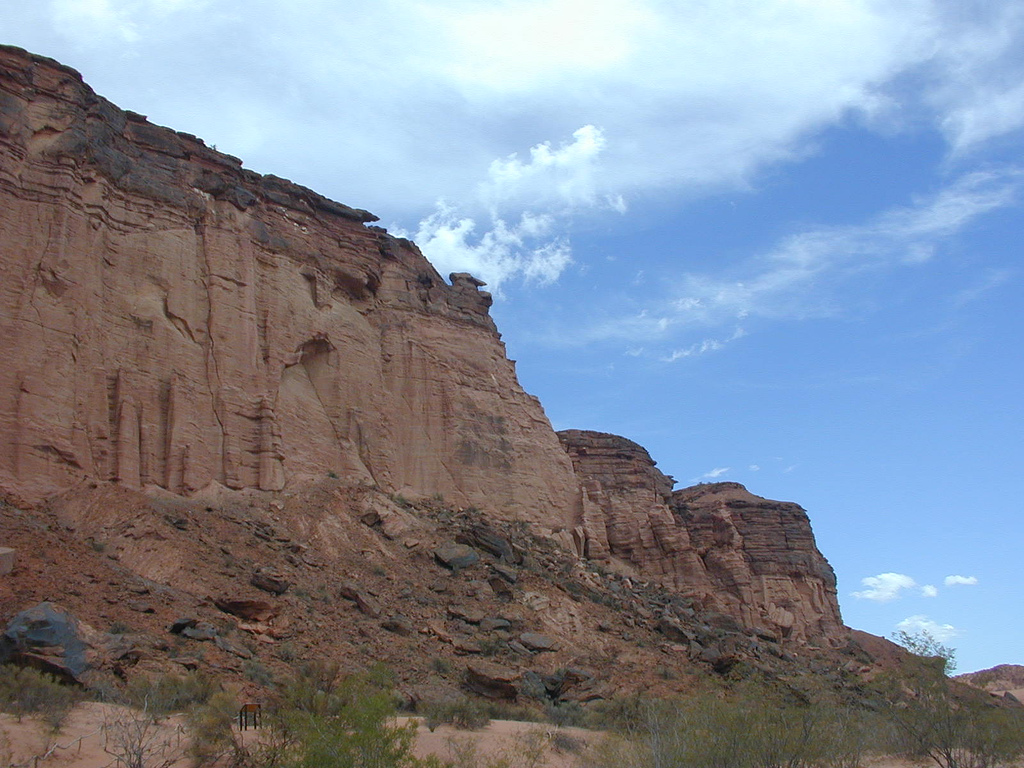
Entrada para o canyon de Talampaya
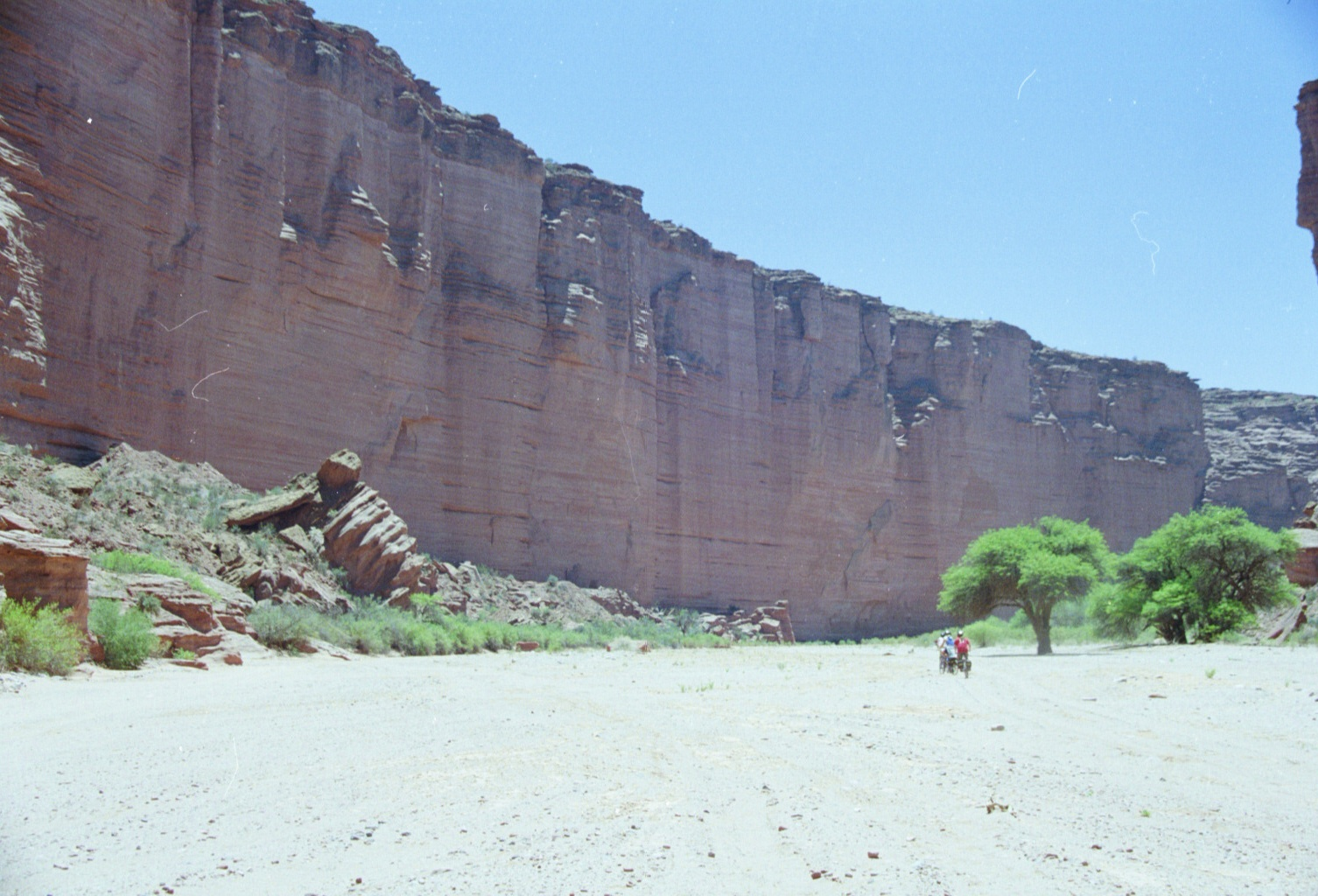
Parque Nacional de Talampaya